# Attentati alla Collina Francese
Gli attentati alla Collina Francese sono una serie di attentati commessi da parte di palestinesi nel quartiere di Gerusalemme della Collina Francese, un quartiere ebraico nel centro-nord di Gerusalemme. Si trova in territorio appartenente a Israele. Il luogo degli attacchi è descritto come "un'arteria trafficata, che divide il quartiere ebraico della Collina Francese dal quartiere arabo di Shuafat, è l'angolo più accessibile della città per un terrorista della Cisgiordania in cerca di una folla di israeliani".

## Lista degli attentati alla Collina Francese
- Il 22 settembre 1992, un poliziotto di frontiera, Avinoam Peretz, fu ucciso all'incrocio. Hamas si assunse la responsabilità dell'omicidio;
- Nel luglio 1993, un'auto fu dirottata ad un incrocio da un terrorista di Hamas e la donna alla guida dell'auto fu uccisa;
- Il 26 febbraio 1996, un'auto fu deliberatamente guidata su un gruppo di pedoni civili nell'incrocio, uccidendo la civile Flora Yehiel, 28 anni, di Kiryat Ata;[2]
- Il 27 marzo 2001, 28 persone rimasero ferite in un attentato suicida su un autobus. Hamas rivendicò la responsabilità;[3]
- Il 15 settembre 2001, Meir Weisshaus, 23 anni, di Gerusalemme, fu colpito e ucciso in una sparatoria;[4]
- Il 7 ottobre 2001, un civile, Salomon Haim, fu assassinato;
- Il 4 novembre 2001, due adolescenti residenti furono uccisi e altri 45 feriti in un attacco con una mitragliatrice da parte di un terrorista palestinese;[5]
- Il 17 marzo 2002, un attentato suicida contro un autobus israeliano alla Collina Francese ferì 25 persone;[6]
- Il 19 giugno 2002, attentato suicida alla Collina Francese: un attentatore suicida affiliato alle Brigate dei Martiri di Al-Aqsa si fece esplodere a una fermata dell'autobus affollata. Sette persone furono uccise, la maggior parte delle quali adolescenti e bambini;[5][7]
- Il 18 maggio 2003, attentato suicida alla Collina Francese: un attentatore suicida che indossava una cintura esplosiva si fece esplodere su un autobus all'incrocio alla Collina Francese. Sette israeliani furono uccisi e 20 feriti;[8]
- Il 19 marzo 2004, George Khoury, figlio di Elias Khoury (avvocato arabo-israeliano) di Beit Hanina, fu colpito da un colpo di arma da fuoco durante una sparatoria. Le Brigate dei Martiri di Al-Aqsa rivendicarono la responsabilità;[4]
- Il 22 settembre 2004, un'attentatrice kamikaze di 18 anni appartenente alle Brigate dei Martiri di Al-Aqsa uccise 2 persone e ne ferì 33 nell'affollata stazione degli autobus all'incrocio.[9]